# روث كونينغهام ستيوارت
روث كونينغهام ستيوارت (بالإنجليزية: Ruth McEnery Stuart)‏ (21 مايو 1849 - 6 مايو 1917)؛ روائية أمريكية.